# Лёвенсон, Мари
Мари Лёвенсон (фр. Marix нем. Loevensohn; 31 марта 1880, Кортрейк — 24 апреля 1943, Монтобан) — бельгийский виолончелист еврейского происхождения.

## Биография
Дебютировал в 1894 году в Лондоне, в 1896 г. выступил как солист с Оркестром Колонна в Амстердаме. Окончил Брюссельскую консерваторию (1904), ученик Эдуарда Якобса.
С 1907 г. жил и работал в Берлине, преподавал в Консерватории Клиндворта-Шарвенки. С началом Первой мировой войны ввиду невозможности вернуться в Бельгию перебрался в Нидерланды. В 1915—1936 гг. первая виолончель Оркестра Консертгебау. Одновременно выступал как ансамблист в составе фортепианного Трио Консертгебау (с Луи Циммерманом и Яапом Спаандерманом), в разное время играл в струнных квартетах Сезара Томсона, Эжена Изаи, Августа Вильгельми. С 1927 г. преподавал в Роттердамской консерватории.
Лёвенсон отличался особым интересом к музыке своих современников. Ещё в 1904 году он исполнил в Антверпене премьеру посвящённого ему концерта для виолончели с оркестром Рикардо Кастро (дирижировал Эдвард Кёрвелс). 20 ноября 1918 г. вместе с Фанни Гельбарт, Фердинандом Хелманом и Алексом Полаком осуществил премьеру фортепианного квартета Жоржа Антуана спустя пять дней после смерти композитора. В 1919 году в серии концертов дал премьеры двух важнейших нидерландских виолончельных сонат — Генриетты Босманс и Виллема Пейпера, в обоих случаях композиторы аккомпанировали Лёвенсону и посвятили ему свои сочинения. Как с Босманс, так и с Пейпером музыканта связало прочное дальнейшее сотрудничество: Лёвенсон играл все сочинения Босманс для виолончели и стал первым исполнителем её Первого виолончельного концерта (1923), а Пейпер посвятил ему как Вторую виолончельную сонату (1924), так и концерт для виолончели с оркестром (1936) — премьерой этого концерта Лёвенсон отметил своё прощание с Оркестром Консертгебау. Лёвенсону также посвящено Концертино для виолончели с оркестром Альбера Русселя (1936), однако его первым исполнителем стал Пьер Фурнье.